# Roca Censal
La Roca Censal és una muntanya de 715 metres que es troba al municipi de Juncosa, a la comarca catalana de les Garrigues.